# Fabriciana pekinensis
Fabriciana pekinensis är en fjärilsart som beskrevs av Belter 1935. Fabriciana pekinensis ingår i släktet Fabriciana och familjen praktfjärilar. Inga underarter finns listade i Catalogue of Life.